# Castell y Bere
Castell y Bere egy ma már romos középkori normann vár Walesben, a gwyneddi Llanfihangel-y-Pennant közelében. A kővárat Nagy Llywelyn walesi herceg építtette azzal a céllal, hogy a helyi lakosság feletti hatalmát megerősítse, valamint Gwynedd délnyugati részét védje. 1282-ben az I. Eduárddal vívott háborúban meghalt Llywelyn unokája, Llywelyn ap Gruffudd, így a vár az angolok kezére került. Eduárd kibővítette azt és lábánál települést alapított. 1294-ben Madoc ap Llywelyn lázadást szított az angolok ellen és megtámadta a várat, mely nagy valószínűséggel leégett. Eduárd nem javíttatta meg, így azóta romosan áll. Ma turisztikai látványosság, amit a Cadw, vagyis a walesi kormányzati műemlékvédelmi ügynökség gondoz.

## Története

### 1220-1240
Castell y Bere építését Nagy Llywelyn walesi herceg rendelte el az 1220-as években. A walesi hercegekre nem volt jellemző a várak építése, ehelyett védtelen rezidenciákat, ilysoeddeket, vagy udvarokat használtak. A 11. század végétől a normannok folyamatos veszélyt jelentettek Walesre nézve. Északon egyre több területet hódítottak meg, délen pedig elfoglalták és kialakították az általuk Walesi határvidéknek nevezett régiót. A 12. században épült néhány vár fából és földből, azonban nem sok.

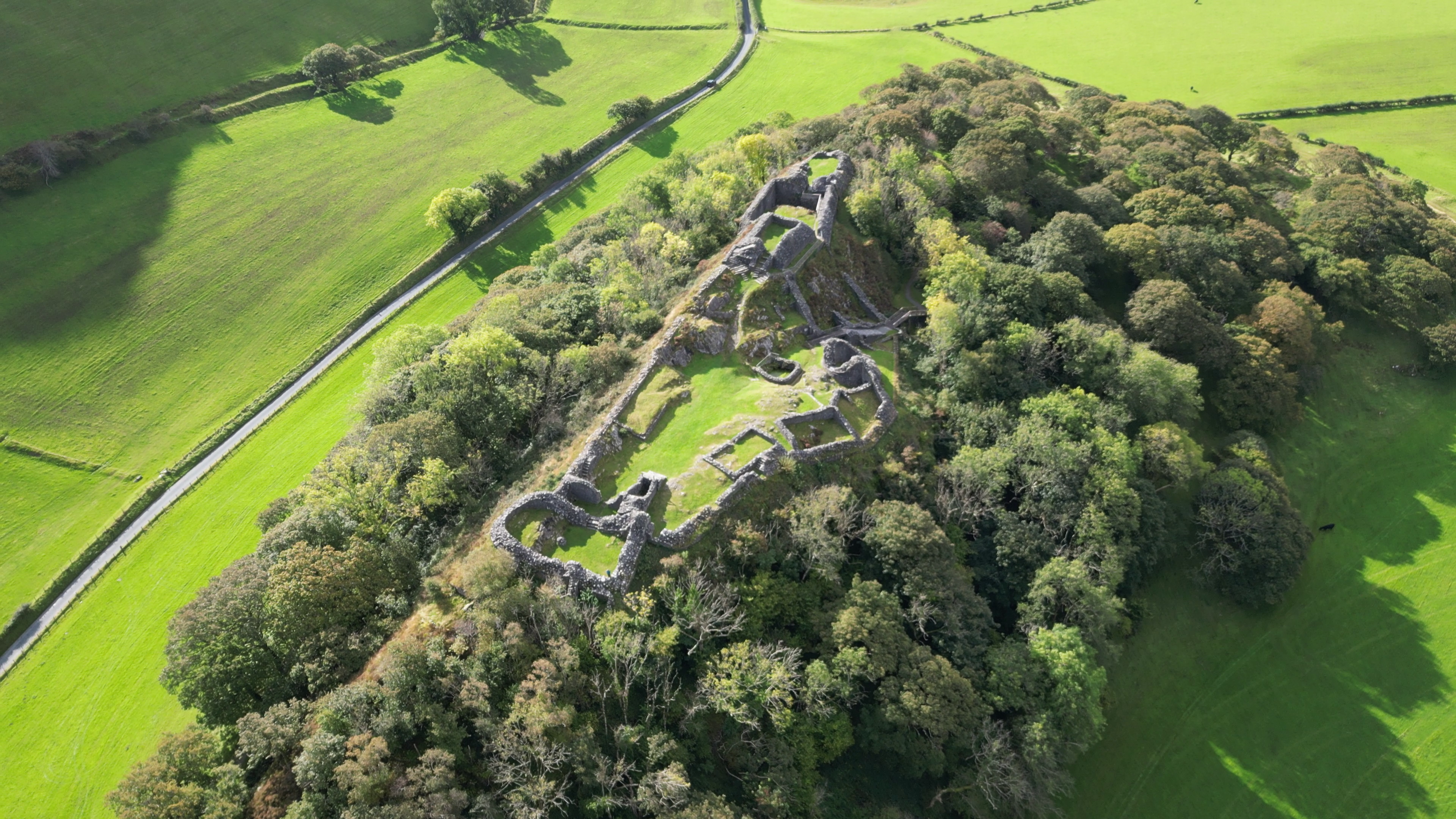
Légifelvétel a várról

Kezdetben Nagy Llywelyn irányította Gwynedd hercegségét, később azonban egyre hatalmasabbá vált, míg végül a 13. század elején Wales nagy része befolyása alá került. Hatalmára nemcsak a walesi őslakosok, hanem az angol királyok is veszélyt jelentettek.
1221-ben Llywelyn visszaszerezte fiától, Gruffyddtól a szomszédos Meirionnyddot. Llywelyn maga adta a területet korábban fiának, kapcsulatuk azonban megromlott. A herceg ezek után kezdte meg Castell y Bere építtetését azzal a céllal, hogy a helyi lakosokat ellenőrizze, és új délnyugati határát védje, mely magába foglalta a Gwynedd, Powys Wenwynwyn és Deheubarth hegyi kereskedőútjait is. Castell y Bere volt az első azon kővárak közül, melyek építését Llywelyn rendelte el. A sziklás dombra emelt vár kezdetben egy számos toronnyal védett udvart foglalt magába.

### 1240-1300
Miután Llywelyn 1240-ben meghalt, Gwynedd hanyatlásnak indult és a keleti területei III. Henrik uralma alá kerültek. Llywelyn unokája, Llywelyn ap Gruffudd, 1255-ben szerezte meg a hatalmat. Mielőtt befolyását Wales többi részére is kiterjesztette volna, bebörtönözte testvérét, Owain ap Gruffuddot . Llywelyn a várat egy déli toronnyal bővítette, valószínűleg a szálláshelyek növelése céljából.
Az Anglia és Wales közötti viszály I. Eduárd angol király uralkodása idején is folytatódott.  1282-ben Llywelyn végső hadjáratot indított, amely azonban decemberben a halálával végződött. Testvére, Dafydd ap Gruffydd folytatta a hadviselést, 1283-ban azonban egészen Snowdoniáig kellett hátrálnia. Ezalatt Roger Lestrange és William de Valence irányítása alatt az angolok észak felé nyomultak. Castell y Bere április 25-én esett el. Eduárd 7000 fős csapatot állított fel Dafydd elfogására. A herceget végül elfogták és októberben kivégezték.  Az angol csapatok távozása után nem meghatározott munkák elvégzéséhez 5 kőműves és 5 asztalos maradt a várban.
Eduárd a későbbiekben is időt és pénzt fordított a várra. 1284-ben háromszor is meglátogatta, és egy falut is alapított a közelben, feltehetően a várdombtól keletre. Castell y Bere új várkapitánya Walter de Huntercombe lett, aki 47 fontot költött egy új teremre, mely feltehetően a király részére készült. További 262 fontot költött el 1286 és 1290 között, ennek döntő részét a Rhys ap Maredudd lázadását követő évben. Feltehetően ekkor épült a külső barbakán és kaputornyok.
1294-ben Madoc ap Llywelyn egész Walesre kiterjedő lázadást szított. Október közepén utasították Richard Fitzalant, hogy biztosítsa a várat, amelyet a hónap végére Madoc ostrom alá vont. A vár sorsa ezek után bizonytalanná válik, valószínűleg 1294 végén a walesiek elfoglalták, majd leégett.

### 14. és 21. század között
A felkelést követően Castell y Bere az alatta elterülő faluval együtt  elnéptelenedett. Annak ellenére, hogy jó fekvésű volt, a vár ellátását nem lehetett a tenger felől biztosítani, így I. Eduárd nem tudta hasznosítani az Észak-Wales feletti hatalomátvételéhez. A 16. századra Castell y Bere egyre rosszabb állapotba került. A romok még Gruffydd Hiraethog walesi költőt is megihlették.
Több éves hanyatlás után először 1850-ben kezdtek foglalkozni a várral. Az aljnövényzet kiirtása további vármaradványokat fedett fel, és a vár tulajdonosának, William Wynne-nak köszönhetően ekkor került sor az első régészeti feltárásra is. 1949-ben az utolsó magántulajdonos, Charles Corbett az állam gondjaira bízta a romokat. A 21. században a műemlék vár turisztikai látványosságként működik, melyet a Cadw gondoz.

## Építészet

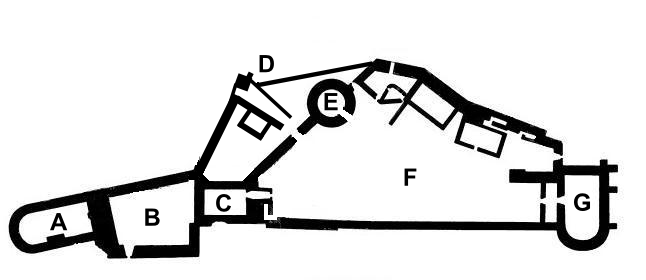
Castell y Bere alaprajza: A - déli torony, B - árok, C - középső torony, D -barbakán, E - kerektorony, F - várudvar, G - északi torony

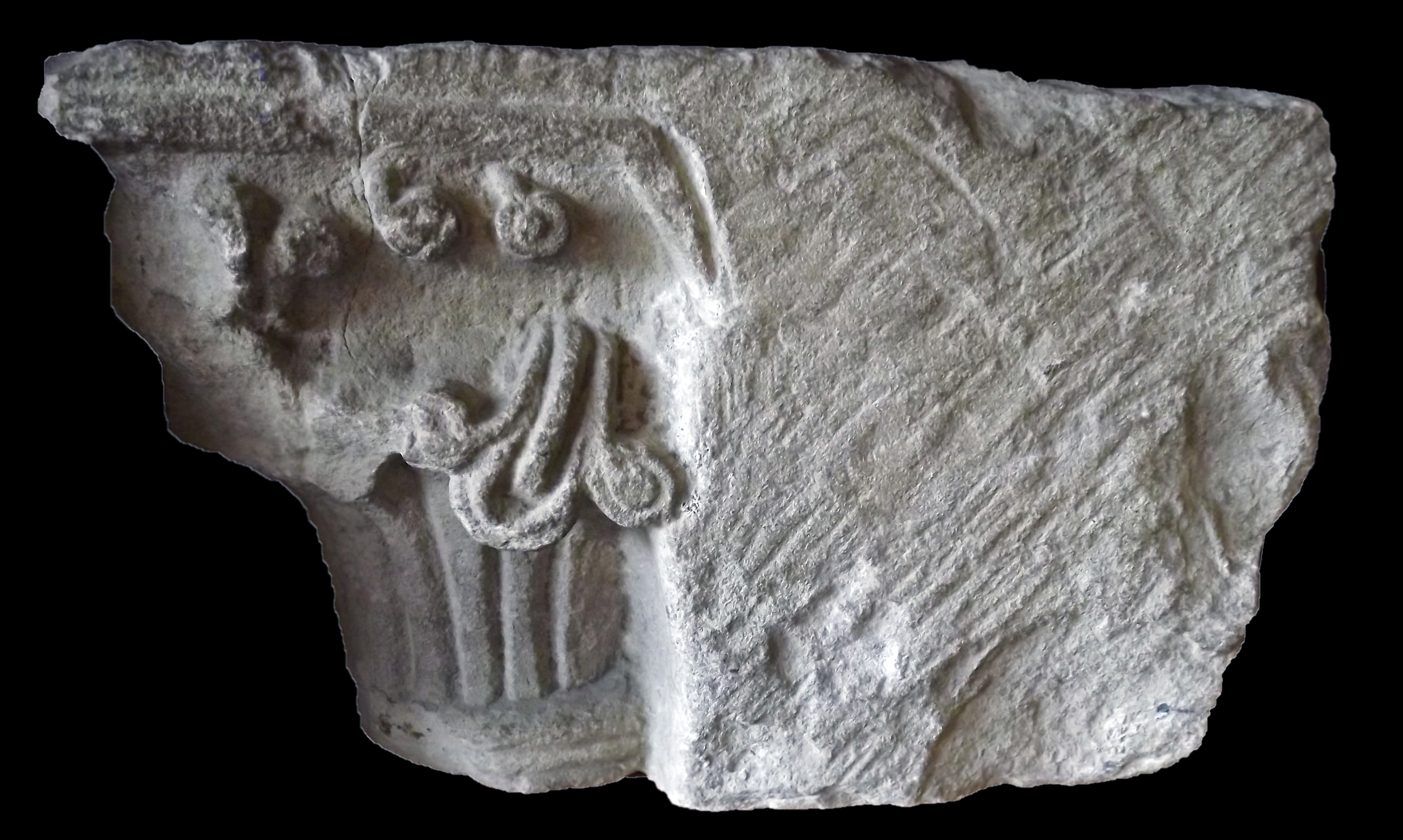
A várból származó kőfaragás, mely ma a criccieth-i várban látható

Castell y Bere romja egy sziklás dombon áll, a keleti és déli oldalon a kőbe vájt védőárkok még ma is láthatóak. A nyugatról nyíló bejárat a feltehetően I. Eduárd által építtetett barbakánból és két kaputoronyból áll és a belső kapuhoz vezető kőlépcsőre néz. A barbakánon keresztül érhető el a várudvar, amelyben hatalmas kút, és nem meghatározott időszakból származó épületek maradványai láthatóak.
Az északi torony félkörívvel záródó, D alakú torony, mely kialakítás a 13. századi walesi várakra volt jellemző. Elképzelhető, hogy ez volt a kápolna vagy a nagyterem. A ma középső toronynak nevezett rész lehetett egykor a védelem legdélebbi pontja, ma azonban innen érhetők el az Eduárd idején épített toldások, egészen a déli toronyig. A déli torony az északihoz hasonló alaprajzi sajátossággal épült, egykor tágas lakóteret foglalhatott magába. Mindkét félköríves torony fő helyiségéből hiányzik a tűzhely, a szobák fűtését központilag oldották meg.
A korai walesi várakra nem jellemző módon Castell y Berét szobrokkal és padlóburkolatokkal díszítették. Walesben a criccieth-i váron kívül erre sehol máshol nem találtak példát. Lawrence Butler történész szerint ezek a 13. századi Wales legszebb kőfaragásai.

## Fordítás
Ez a szócikk részben vagy egészben  a   Castell y Bere című angol Wikipédia-szócikk ezen változatának fordításán alapul.  Az eredeti cikk szerkesztőit annak laptörténete sorolja fel. Ez a jelzés csupán a megfogalmazás eredetét és a szerzői jogokat jelzi, nem szolgál a cikkben szereplő információk forrásmegjelöléseként.